# Festival de Artes Escénicas „Cielos del Infinito“
Das internationale Festival de Artes Escénicas „Cielos del Infinito“ XII Región de Magallanes y Antártica Chilena (Festival der darstellenden Künste „Himmel der Unendlichkeit“ XII Región de Magallanes y Antártica Chilena) ist das südlichste Theaterfestival der Welt. Es fand 2008 zum ersten Mal statt und wird seitdem jedes Jahr im chilenischen Sommer Anfang Februar durchgeführt. Neben Stücken aus Europa und Lateinamerika werden Kurse und Vorträge über szenisches Spiel, Regieführung und Filmproduktion angeboten.

## Geschichte

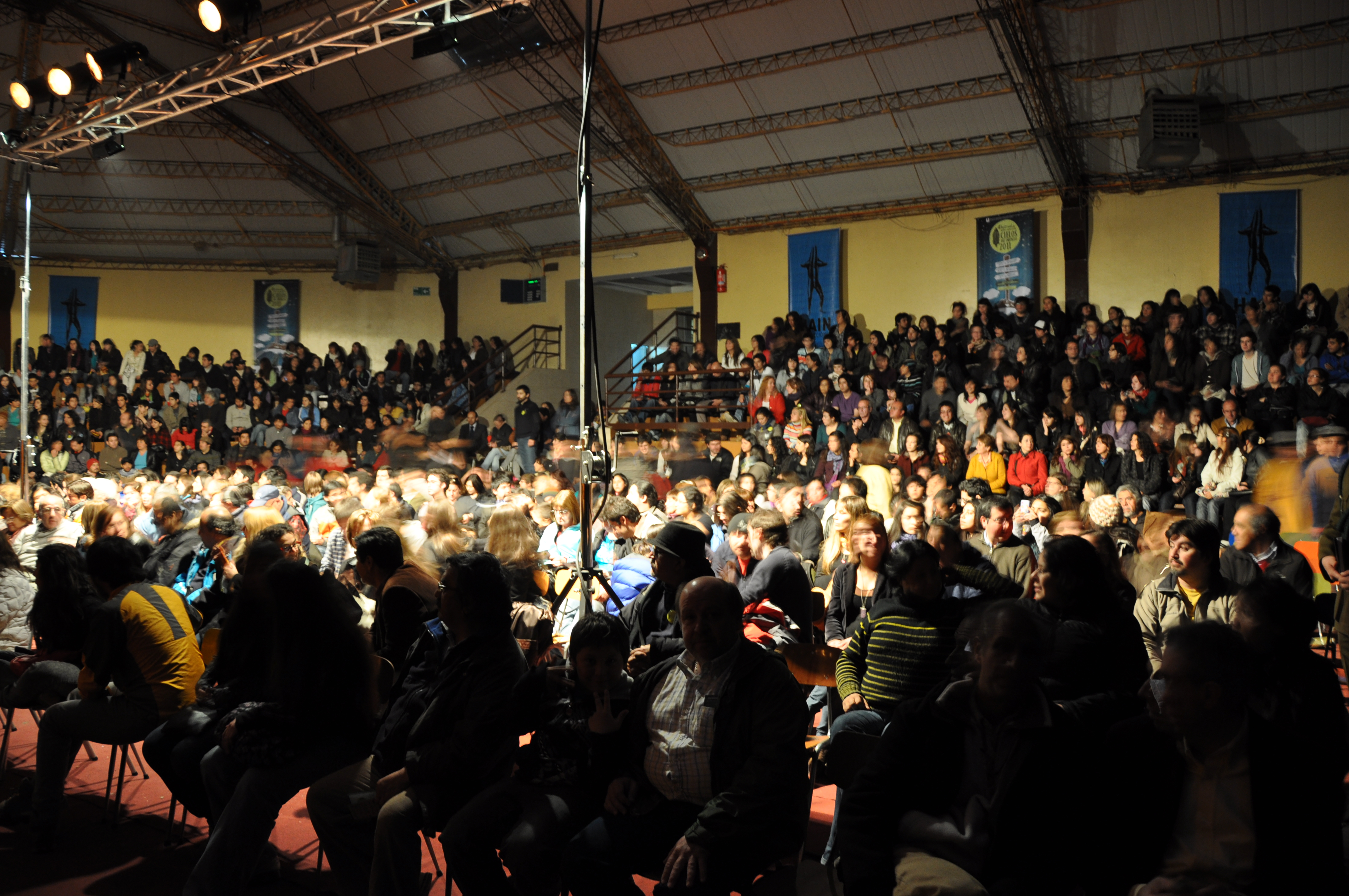
Sporthalle des Lieceo San José während einer Aufführung

Gegründet wurde das Festival 2008 von jungen chilenischen Schauspielern aus Punta Arenas, der Hauptstadt der Región de Magallanes y de la Antártica Chilena, in Ermangelung an kulturellen Angeboten im Süden Chiles.
Im ersten Jahr hatten die Organisatoren mit Finanzierungs- und Platzproblemen zu kämpfen und so fanden Aufführungen in einer Turnhalle, in einem ehemaligen Gefängnis und in einem Container statt. Aufgrund des Erfolges konnte die Unterstützung des chilenischen Kulturministeriums erreicht und die zweite Version des Festivals gesichert werden. Aufgrund der Schließung des einzigen Theaters in Punta Arenas findet das Festival seit 2009 in den ursprünglichen Räumlichkeiten statt. Zusätzlich gibt es seit 2010 Aufführungen im öffentlichen Raum. Im Jahr 2010 wurden Stücke aus Argentinien und Peru eingeladen und das Festival fand zum ersten Mal auch in den umliegenden Städten Puerto Williams und Puerto Natales statt. 2011 wurden Werke aus Argentinien, Brasilien und Spanien aufgeführt.